# Lakshmisagara, Ramanagara
Lakshmisagara là một làng thuộc tehsil Ramanagara, huyện Ramanagara, bang Karnataka, Ấn Độ.